# Sekhemib
Sekhemib, ou Sekhemib-Perenmaât, est le nom d'Horus d'un roi égyptien qui régna sous la IIe dynastie. Comme son prédécesseur Seth-Péribsen, Sekhemib est aujourd'hui bien attesté dans les archives archéologiques, mais il ne figure dans aucun document posthume. La durée exacte de son règne est inconnue et son lieu de sépulture n'a pas encore été trouvé.

## Attestations

### Attestations contemporaines
Le nom du roi, Sekhemib, est attesté avec son nom d'Horus, avec ou sans l'épithète Perenmaât, ou son nom de Nebty, toujours accompagné de l'épithète Perenmaât :
- le nom d'Horus Sekhemib sans épithète :
  - neuf empreintes de sceaux découvertes immédiatement au nord de la tombe P de Péribsen dans la nécropole d'Oumm el-Qa'ab à Abydos[1],[2],
  - une empreinte de sceau découverte à Éléphantine dans une couche de débris datant de l'Ancien Empire[3],
  - un bol en travertin sans provenance connue[1],[4],
- le nom d'Horus Sekhemib-Perenmaât :
  - une empreinte de sceau provenant de l'enclos funéraire de Péribsen à Abydos[1],
  - une empreinte de sceau découverte dans la tombe V de Khâsekhemouy dans la nécropole d'Oumm el-Qa'ab à Abydos[5],
  - deux empreintes de sceaux sans provenance connue, dont l'un porte à gauche du serekh royal le nom du haut fonctionnaire Nebhetep,
  - deux fragments de vaisselle en pierre (un en porphyre et un en travertin) sans provenance connue[6],
- le nom de Nebty Sekhemib-Perenmaât, précédé du/des titre(s) Nesout-bity et/ou Nebty :
  - deux bols en travertin sans provenance connue et huit fragments de vaisselle en diorite et en porphyre et provenant des galeries VI et VII sous la pyramide de Djéser[7],[8].

Fac-similé d'une empreinte de sceau inscrite au nom de l'Horus Sekhemib provenant de l'entrée de la tombe de Péribsen.
Fac-similé d'une empreinte de sceau inscrite au nom de l'Horus Sekhemib-Perenmaât et du haut fonctionnaire Nebhetep et sans provenance connue.
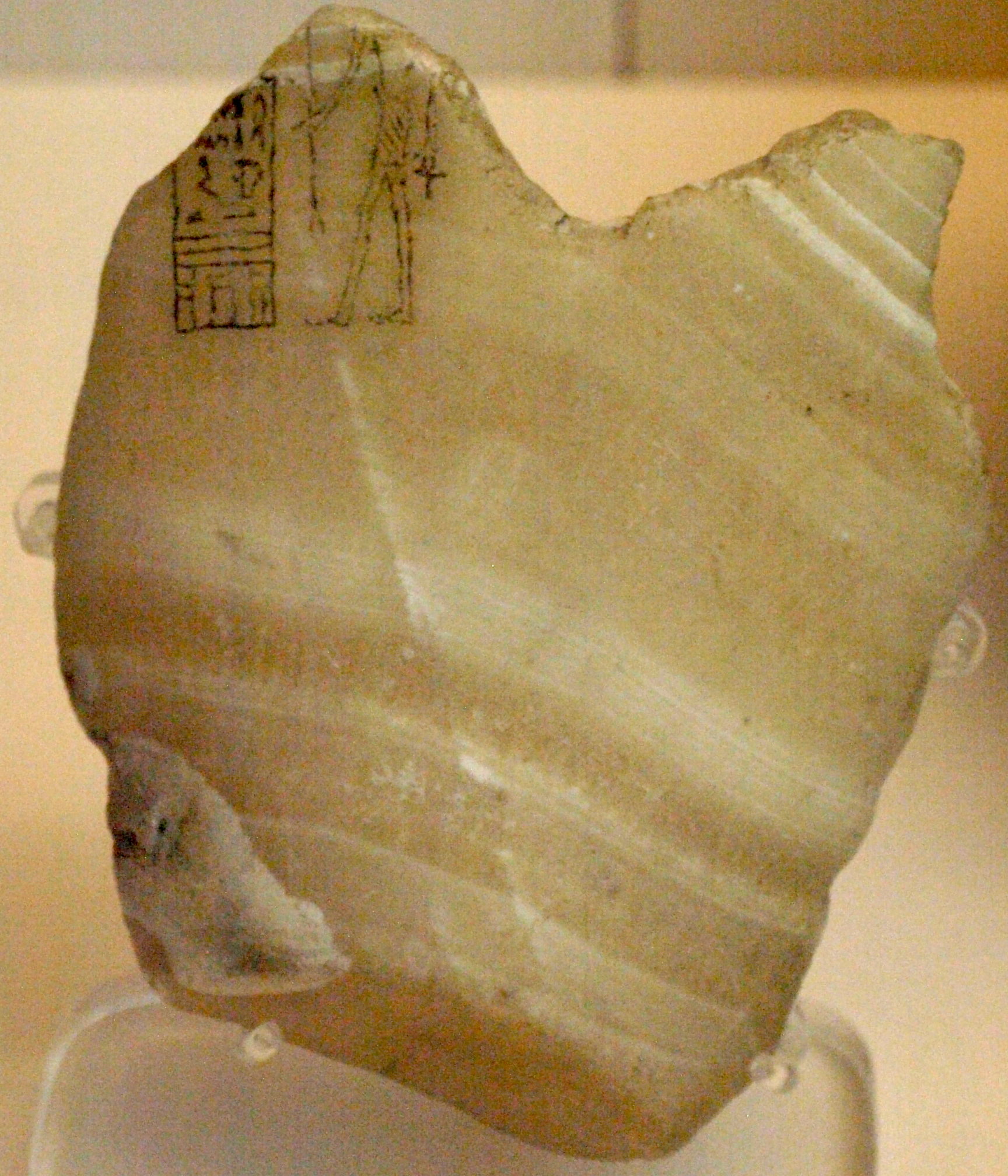
Fragment de vaisselle en travertin inscrit au nom de l'Horus Sekhemib-Perenmaât - British Museum, Londres (EA 52862) = Spencer no 277.
Fragment de vase en porphyre inscrit au nom de l'Horus Sekhemib-Perenmaât - Spencer no 278.
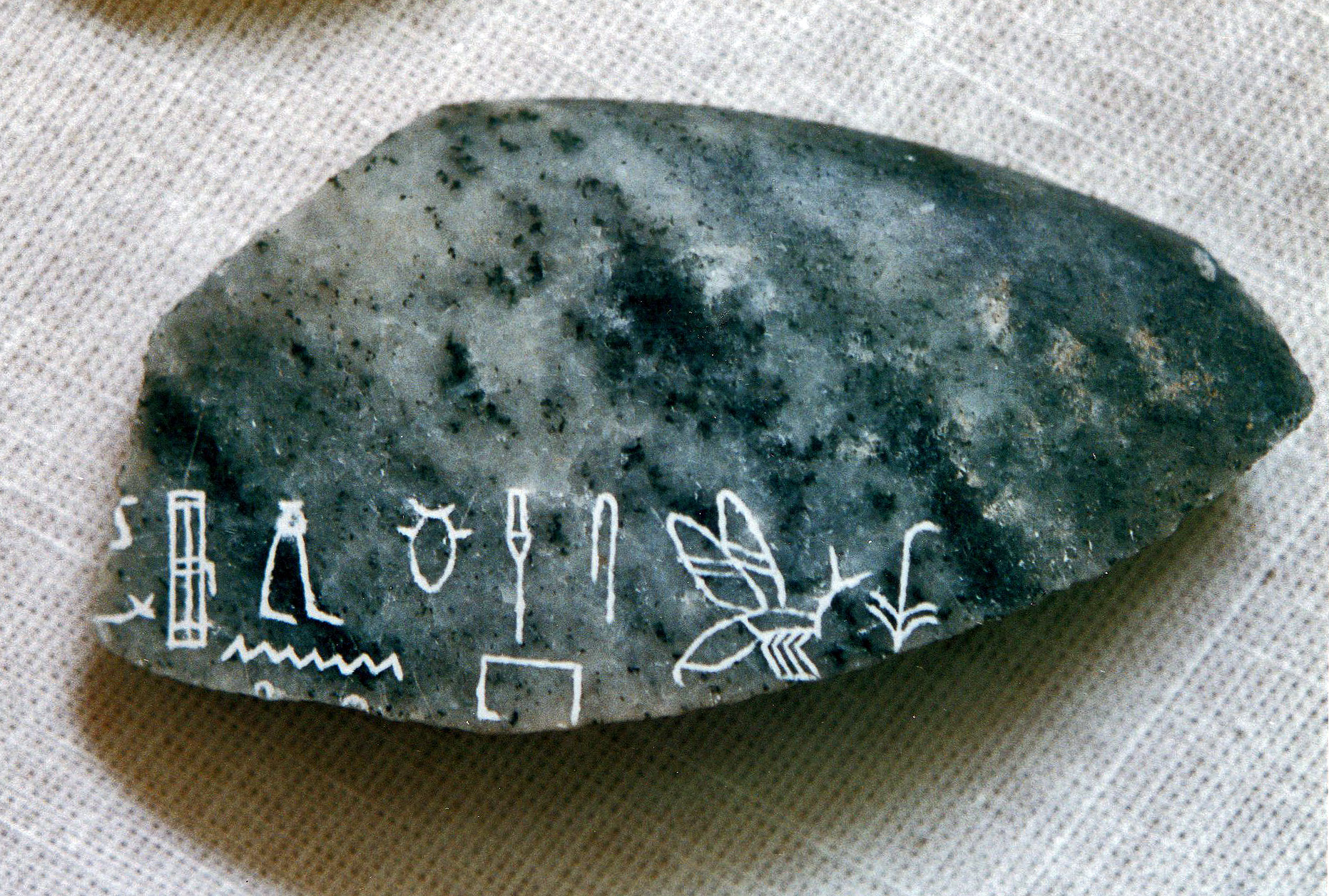
Fragment de vaisselle en diorite inscrit au nom du Nesout-bity Sekhemib-Perenmaât et découvert sous la pyramide de Djéser ; à gauche du nom est écrit « hommages des étrangers, provisions pour... » - Musée égyptien du Caire (JE 55287).
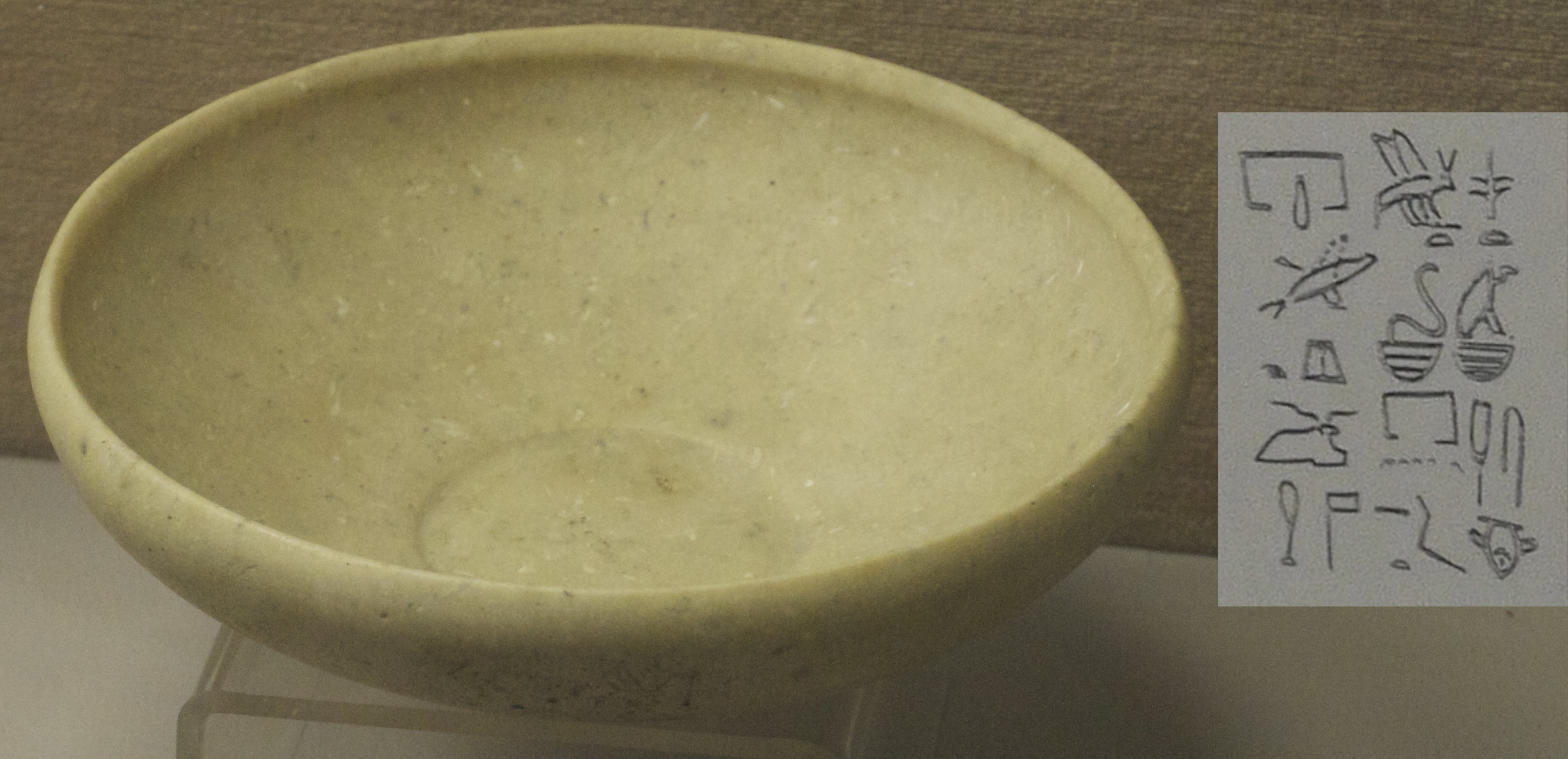
Bol en travertin inscrit au nom du Nesout-bity Nebty Sekhemib-Perenmaât, avec sur la gauche le titre d'un fonctionnaire : « Administrateur de la maison du cuivre, servant du Dieu de Kherty » (Wr Pr-Nw, Ḥm-Nṯr Ḫr.ty) - Musée d'Archéologie nationale de Saint-Germain-en-Laye.

### Attestations ultérieures
Aucune mention du roi n'a été découverte dans les sources postérieures à la pyramide de Djéser, c'est-à-dire le tout début de la IIIe dynastie.
Les égyptologues tels que Helck identifient Sekhemib avec le nom en cartouche ramesside Ouadjenes et associent Péribsen avec un roi nommé Séned. L'égyptologue Dietrich Wildung pense de la même façon et identifie Sekhemib avec le nom de Nebty-Ouneg et Péribsen avec Séned,. Aidan Dodson propose quant à lui que Péribsen soit associé au nom Néferkasokar et Sekhemib pourrait en conséquence être associé au mot Houdjefa, signifiant lacune, situé dans les listes entre les noms Néferkasokar et Beby/Bebty, correspondant au roi Khâsekhemouy.

## Nom du roi

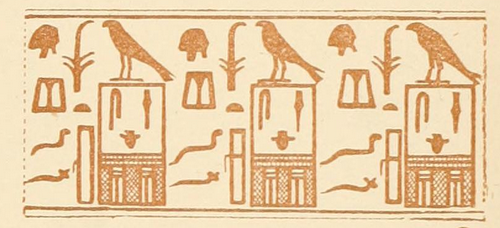
Empreinte de sceau inscrite au nom de l'Horus Sekhemib provenant de l'entrée de la tombe de Péribsen.

Le nom d'Horus de Sekhemib est inhabituel, car c'est le premier dans l'histoire égyptienne qui a été étendu par une épithète, à savoir Perenmaât, à la fois dans le serekh du nom d'Horus (forme attestée par trois empreintes de sceaux et deux fragments de vaiselle en pierre) et à la suite du nom quand il est précédé du/des titre(s) Nesout-bity et/ou Nebty (forme attestée par dix éléments, entiers ou fragmentaires, de vaisselle en pierre). Comme vu précédemment, Sekhemib n'incluait pas systématiquement son épithète dans son nom d'Horus ; a contrario, toutes les attestations de son nom de Nebty incluent l'épithète.
Des égyptologues comme Herman te Velde et Wolfgang Helck pensent que le double nom de Sekhemib a été utilisé lorsque l'État égyptien a été divisé en deux royaumes indépendants. Selon eux, Sekhemib aurait tenté de souligner la situation politique qui prévalait en Égypte à l'époque,. Son successeur, Khâsekhemouy, a également inclus une épithète dans son nom d'Horus-Seth, Hotep-Netjerouy-Imef ainsi que dans son nom de Nebty, l'épithète étant soit Hotep-Netjerouy-Imef, soit Neboukhetsen. Toutefois, il n'a utilisé des épithètes qu'après être passé du nom d'Horus Khâsekhem au nom d'Horus-Seth Khâsekhemouy, ce changement ayant été interprété comme la célébration de la réunification égyptienne. Les épithètes ajoutées aux noms du roi uniquement sous la forme Khâsekhemouy, soit après la réunification, cela invaliderait la signification de l'ajout de l'épithète Perenmaât par Sekhemib proposée par Herman te Velde et Wolfgang Helck.

## Identité

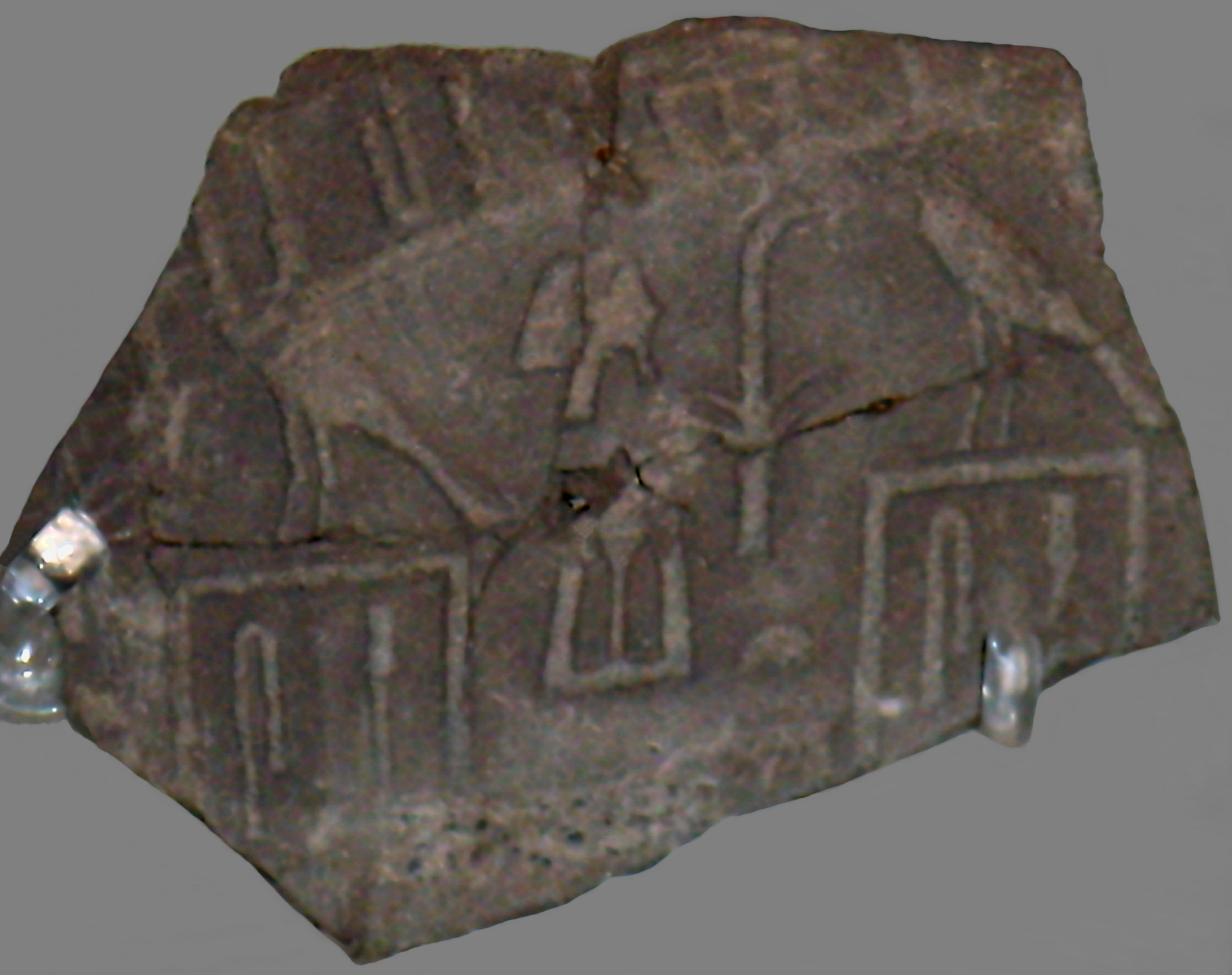
Fragment d'une empreinte de sceau inscrite au nom de l'Horus Sekhemib provenant de l'entrée de la tombe de Péribsen.

La figure historique de Sekhemib et son lien avec le roi Péribsen fait encore aujourd'hui l'objet d'enquêtes et de discussions entre égyptologues et historiens. Les conclusions contradictoires laissent place à de nombreuses interprétations et théories.
Des égyptologues tels que Walter Bryan Emery, Kathryn A. Bard et Flinders Petrie croient que Sekhemib était la même personne que le roi Péribsen, un souverain qui avait lié son nom à la divinité Seth et qui ne gouvernait peut-être que la Haute-Égypte. Emery, Bard et Petrie désignent plusieurs sceaux d'argile de Sekhemib trouvés à l'entrée de la tombe de Péribsen tandis qu'aucune tombe de Sekhemib n'a encore été retrouvée. Sekhemib aurait alors été la version nom d'Horus tandis que Péribsen aurait été la version nom de Seth ; le successeur de Péribsen-Sekhemib, Khâsekhemouy, aurait uni les deux noms en un nom d'Horus et de Seth,,,.
En revanche, des égyptologues tels que Hermann Alexander Schlögl, Wolfgang Helck, Peter Kaplony et Jochem Kahl pensent que Sekhemib était un souverain différent de Péribsen. Ils soulignent que les sceaux d'argile n'ont été trouvés qu'à l'entrée de la tombe de Péribsen et qu'aucun d'entre eux ne montre jamais les noms de Péribsen et de Sekhemib ensemble dans une inscription. Ils comparent les découvertes avec les tablettes d'ivoire du roi Hotepsekhemouy trouvées à l'entrée de la tombe du roi Qâ. Par conséquent, Schlögl, Helck, Kaplony et Kahl sont convaincus que les sceaux de Sekhemib sont simplement la preuve que Sekhemib a enterré Péribsen,.
Des égyptologues comme Toby Wilkinson et Helck pensent que Sekhemib et Péribsen pourraient avoir été reliés. Leur théorie est basée sur les inscriptions de récipients en pierre et les empreintes de sceaux qui montrent de fortes similitudes dans leurs styles d'écriture typographiques et grammaticaux. Les vases de Péribsen, par exemple, portent la mention jnw-Sṯt (« tribut/conquérant de Setjet »), tandis que les inscriptions de Sekhemib indiquent jnw-Ḫȝst (« tribut/conquérant des territoires étrangers »). Une autre indication pour une relation entre Péribsen et Sekhemib est le nom en serekh des deux rois, car ils utilisent tous deux les syllabes per et ib dans leurs noms,,.

## Règne

Fac-similé de l'empreinte de sceau inscrite au nom de l'Horus Sekhemib découvert à Éléphantine.

Il semble y avoir des preuves archéologiques que Sekhemib n'a régné qu'en Haute-Égypte. Son royaume se serait étendu jusqu'à l'île Éléphantine au sud, où une empreinte de sceau de Sekhemib a été découverte et où un nouveau centre administratif appelé La Maison Blanche du Trésor fut fondé sous Péribsen, jusqu'à Abydos a minima au nord où Péribsen s'est fait enterrer et où de nombreuses empreintes de sceaux de Sekhemib ont été découvertes.
La durée de règne du roi n'est pas connue. S'il est bien différent de Péribsen, alors la découverte d'empreintes de sceaux du roi dans la tombe et l'enclos funéraire de Péribsen à Abydos semble montrer qu'il a régné immédiatement après ce dernier en ayant organisé ses funérailles. La découverte d'une empreinte de sceau du roi cette fois dans la tombe de Khâsekhemouy rapproche d'autant Sekhemib de ce dernier. Ainsi, l'ordre de succession Péribsen → Sekhemib → Khâsekhemouy est privilégié,.

## Sépulture
On ne sait pas où Sekhemib avait sa tombe, probablement à Abydos, son prédécesseur et son successeur y étant enterrés,.